# Reginald Ruggles Gates
Reginald Ruggles Gates (1. května 1882, Nové Skotsko - 12. srpna 1962 Londýn) byl kanadský antropolog, botanik a genetik. Během svého života působil zejména ve Spojených státech a ve Spojeném království. Bakalářský titul získal na McGill University, posléze se vzdělával či ve své rané kariéře vyučoval na University of Chicago, Imperial College London, St. Thomas Hospital London a University of California.
V botanice se věnoval studiu pupalek a dalších rostlin. Byl zastáncem eugeniky a věnoval se studiu rasových rozdílů.
Od roku 1921 byl profesorem na King's College London. Za svou práci získal řadu ocenění a v roce 1931 se stal členem Královské společnosti. Byl spoluzakladatelem peer review časopisu Mankind Quarterly.